# El Templo del Aire del Oeste (Avatar: La Leyenda de Aang)
El Templo del Aire del Oeste (Avatar: La Leyenda de Aang) es el quincuagésimo segundo episodio de la serie Avatar: La Leyenda de Aang, y el duodécimo del Libro 3. explica los sucesos que ocurren en el Templo del Aire del Oeste.

## Sinopsis
El episodio empieza mientras se ve al grupo caminar mientras Appa los sigue por detrás en su armadura roja, todos aparecen con gestos de tristeza ya que a pesar de que la invasión falló, no pudieron salvar a los demás. Katara dice que esto es humillante, Sokka le pregunta si se refiere a haber perdido contra la nación del fuego o tener que caminar hasta el templo del aire del oeste, a lo que responde que ambas. Aang agrega que Appa está cansado por llevar tantas personas y necesita descansar. Haru, empieza a hablar sobre las tropas en lo que piensa que ya deben ser prisioneros. El Duque agrega que extraña mucho a Pipsqueak. En esto cuando Toph azota el pie con algo de fuerza, asegura que ya han llegado. Todos se quedan algo extrañados ya que no hay nada, solo un gran abismo. Y Aang agrega que realmente han llegado, debajo de ellos están las estructuras del Templo que fueron construidas de cabeza. Mientras tanto se ve a Zuko descender por una cuerda hasta caer en el templo sin percatarse que el grupo ya había llegado. Cuando cae en frente de una estatua, se voltea y tiene un recuerdo en el cual estaba con su tío en el templo del aire del oeste, en su recuerdo Zuko estaba buscando al Avatar y tenía una venda en su ojo, pues fue apenas una semana desde que fue exiliado.
Mientras recuerda momentos de su pasado, Zuko escucha el sonido de Appa por lo que inmediatamente se oculta. Aunque se queda para asegurarse que sean ellos y al darse cuenta de que lo son, se va. Cuando el equipo llega al templo, Teo dice que este templo es muy diferente al templo del norte donde vive y Haru le pide a algunos que lo acompañen para explorar, en lo que Teo y El duque van. Cuando Aang los estaba siguiendo, Katara se interpone ánte él y le dice que es mejor que se quede para intentar planear algo mientras pasan el tiempo ahí. Sokka, Katara y Toph se sientan en forma circular y empiezan a discutir que podrían hacer ahora, Sokka les dice que tiene que volver al plan original, y Aang tiene que aprender a manejar el elemento fuego, y volver al palacio para que Aang derrote al Señor del Fuego antes de que el cometa llegue, Aang se ve muy distraído y habla sarcásticamente que por supuesto que puede hacer eso. Katara le dice que nada es tan fácil, Aang pregunta donde puede encontrar un maestro fuego y Katara le dice que porque no Jeong Jeong, Aang responde en forma sarcástica que solo necesitan saber a donde fue. Aang inmediatamente se levanta y les dice a todos que hará un pequeño recorrido, el grupo se queda extrañado y Katara pregunta que le pasa, Sokka le responde que de algún modo tienen que conseguir alguien que enseñe a Aang fuego control.
Volviendo con Zuko se encuentra hablando solo porque está muy neurótico buscando la mejor forma de disculparse con Aang y los demás, aunque le cuesta mucho, en esto Zuko empieza a imitar a Iroh y Azula en lo que posiblemente les diría, lo cual lo frustra más. Mientras Aang se encuentra volando, el grupo aparece con Appa y Katara le dice si ya está listo para hablar sobre el fuego control, en lo que Aang pone la excusa que no escucha bien porque hay mucho viento en sus oídos. Aang decide mostrarles la cámara de los ecos mientras discutían los planes, pero cuando aterrizan, Toph les indica que al parecer alguien demás está aquí, Appa se quita y se ve a Zuko. Todos se quedan asombrados y enojados por obvias razones, e inmediatamente adoptan posición de ataque. Extrañamente Appa lame cariñosamente a Zuko, el cual se presenta moderadamente y les explica sus intenciones para que lo acepten en su grupo. Katara le explica que como se le ocurre decir eso y si de verdad piensan que son estúpidos. Zuko les dice que ha hecho cosas buenos que hasta cierto punto los ha ayudado, entre ellas salvar al bisonte en Ba Sing Se. Katara y Sokka le empiezan a decir las cosas terribles que les ha hecho, entre ellas atacar su tribu y robar el collar de su madre. Zuko pide disculpas y sobre el problema que les ha causado el hombre combustión, lo cual le quita más confianza. Le empiezan a gritar ya que ellos no sabían que fue Zuko quien lo envió y le ordenan que se marche.
Mientras Zuko está en su refugio no puede dejar de insultarse por ocurrírsele mencionar al hombre combustión, preguntándose por qué no les dijo que lo mandó Azula (de nuevo está hablando con la rana), mientras tanto el grupo desaprueba la idea sobre Zuko, Toph agrega que hay que permitírselo y darle una oportunidad ya que no estaba mintiendo y además Aang necesita aprender fuego control, y un posible maestro ha llegado casi como un regalo de la suerte. El grupo no acepta las ideas de Toph y ella se va enojada, Y decide ir a hablar personalmente con él sin mencionarlo a los demás. En la noche Zuko se encuentra dormido, escucha algo y se despierta e inmediatamente hace fuego control para asustarlo, Toph dice ser ella y hace tierra control para evitar el impacto, pero el fuego le llegó hasta los pies y la quemó por lo que se va gateando para escapar. Zuko al darse cuenta, se disculpa y le dice que fue un error, Toph sigue tratando de escapar mientras que Zuko le ofrece ayudarla. Toph en su desesperación aplica tierra control para lanzarlo lejos y así poder escapar.
A la mañana siguiente se encuentra el grupo desayunado excepto Toph que no había regresado, Haru, El Duque y Teo nuevamente se van para seguir explorando el Templo, apenas se van se ve una gran caída de tierra y de ella sale Toph en lo que Katara al verle los pies la cura un poco, Toph agrega que fue atacada por Zuko accidentalmente, pero los demás ven esto como una prueba de que Zuko es muy peligroso y deciden tener que ir a capturarlo. Mientras hablan, cargan a Toph a una fuente y le meten los pies en el agua para que se refresque. A lo lejos se ve al "Hombre combustión" listo para atacar, mientras apunta su disparo, sorpresivamente es atacado por Zuko y le quita el rango de ataque por lo que falla y le pide que deje de perseguir al Avatar, el "Hombre Combustión" no le hace caso y sigue atacando, Zuko lo ataca para que se detenga y hasta le ofrece doble dinero si para, en lo cual Combustión lo ataca y lo lanza por un precipicio y termina agarrado de una raíz. Aang toma la iniciativa de ir a atacarlo aunque falla, Katara realiza una distracción para que se escondan. Katara, Toph y Aang agregan que no pueden atacarlo ya que no saben donde está. Sokka tiene una idea y realiza cálculos según el ángulo de los disparos de Combustión, tira su Boomerang y le pega en su tercer ojo de su cabeza, aunque rápidamente se pone en pie otra vez y trata de realizar otro ataque aunque algo confundido y su disparo explota a su alrededor, destruyendo la estructura en la que está y cayendo irremediablemente al abismo, lo único que se ve de él es su brazo de metal desprendido.
Zuko finalmente logra subirse por la raíz hasta donde está el grupo y se presenta ante ellos otra vez para intentar decirles que espera que lo acepten, Zuko dice que intentara tener un poco más de control ya que no quiere volver quemar ni lastimar a nadie. Aang piensa en lo que dijo y le dice que como él vio su error al quemar a Toph, así le pasó a él cuando accidentalmente quemó a Katara, prometió nunca volver a hacer fuego control, pero ahora es muy necesario para él controlarlo, y Zuko puede ser el mejor maestro para él, pues comprende lo que se siente herir a alguien accidentalmente. Aang le da la bienvenida siempre y cuando para los demás lo sea. Toph y Sokka lo aceptan, Katara lo mira con odio y dice que solo lo aceptará porque para Aang es lo correcto. Sokka dirige a Zuko a su nueva habitación en el Templo, mientras desempaca él saca un cuadro de su tío y tiene otro recuerdo, y aparece en la misma situación que el recuerdo anterior en el que tío le da el consejo que el destino de uno es como uno quiera que sea, y a veces termina siendo diferente al que uno pensaba al principio. En esto Zuko siente algo y ve a Katara en la puerta y ella se dirige a Zuko diciéndole: "Puedes haber convencido a todos de tu transformación, pero tú y yo sabemos que has tenido problemas haciendo lo correcto en el pasado, así que déjame decirte algo, si das un paso atrás o cometes algún error, si me das un solo motivo para pensar que podrías lastimar a Aang, ya no tendrás que preocuparte por tu destino, porque me aseguraré que termine justo ahí en ese momento, permanentemente", se retira y cierra la puerta de golpe.Se ve que Zuko queda bastante frustrado.
- Datos: Q8773465